# Angélique-Catherine d'Este
Angélique-Catherine d'Este (1er mars 1656 - 16 juillet 1722) est une princesse de Modène qui devient princesse de Carignan par mariage. Elle est l'épouse d'Emmanuel-Philibert de Savoie, prince de Carignan.

## Biographie
Angélique-Catherine est la fille du général Borso d'Este et de son épouse et nièce Ippolita d'Este. Elle est une princesse de Modène de naissance, son père étant le fondateur d'une ligne collatérale de la maison d'Este.
Cadette de sept enfants, elle a perdu son père en 1664 ; il n'est pas clair si elle a connu sa mère. Ses cousins germains sont François Ier d'Este, duc de Modène, Rinaldo d'Este et Marguerite d'Este, épouse de Ferdinand III de Guastalla. Elle est également cousine d'Isabelle et de Maria d'Este, toutes deux duchesses de Parme.
La jeune princesse est connue pour sa beauté au moment de son mariage.
Avec l'autorisation de son cousin Victor-Amédée II de Savoie, Emmanuel-Philibert de Savoie-Carignan a exprimé le souhait d'épouser Angélique-Catherine. Emmanuel Philibert est le fils de feu Thomas de Savoie-Carignan et de son épouse française, l'impérieuse Marie de Bourbon. Sa sœur est la princesse héréditaire douairière de Bade-Bade et la mère du célèbre général Türkenlouis.
L'union a suscité l'hostilité de Louis XIV, car le souverain voulait qu'Emmanuel-Philibert épouse une princesse française car il  était alors l'héritier présomptif du duché de Savoie.
Une cérémonie par procuration eut lieu à Modène où son frère César Ignace d'Este a agi comme son futur mari. Une seconde cérémonie eut lieu au château de Racconigi, résidence d'été des princes de Carignan, le 10 novembre 1684, la mariée avait 28 ans et le marié 56.
Ce mariage est important pour la maison de Savoie, mais très mal vu par le royaume de France pour son manque d'avantages politiques. Louis XIV a par la suite banni Emmanuel-Philibert et sa nouvelle épouse de la cour française.
Le grand-père d'Angélique-Catherine avait quant à lui accepté l'offre de mariage car il avait de bonnes relations avec Emmanuel-Philibert.
Son mari mourut en 1709, son seul fils survivant, Victor-Amédée lui succéda comme prince de Carignan. Elle meurt en 1722 à l'âge de 66 ans.

## Descendance
- Marie-Victoire de Savoie (14 mars 1687 - 2 mai 1763), mariée en 1721 à Giuseppe Malabaila († 1735), comte di Cercenasco
- Maria-Isabelle de Savoie (12 février 1688 - 18 mai 1767), mariée avec Alfonso Taparelli, comte di Lagnasco, puis Eugenio, comte Cambiano di Ruffia e Savigliano et le chevalier Carlo Biandrate di San Giorgio
- Victor-Amédée Ier de Savoie-Carignan (1er mars 1690 - 4 avril 1741)
- Thomas-Philippe-Gaston de Savoie (10 mai 1696 - 12 septembre 1715)